# Cala de Finestrat

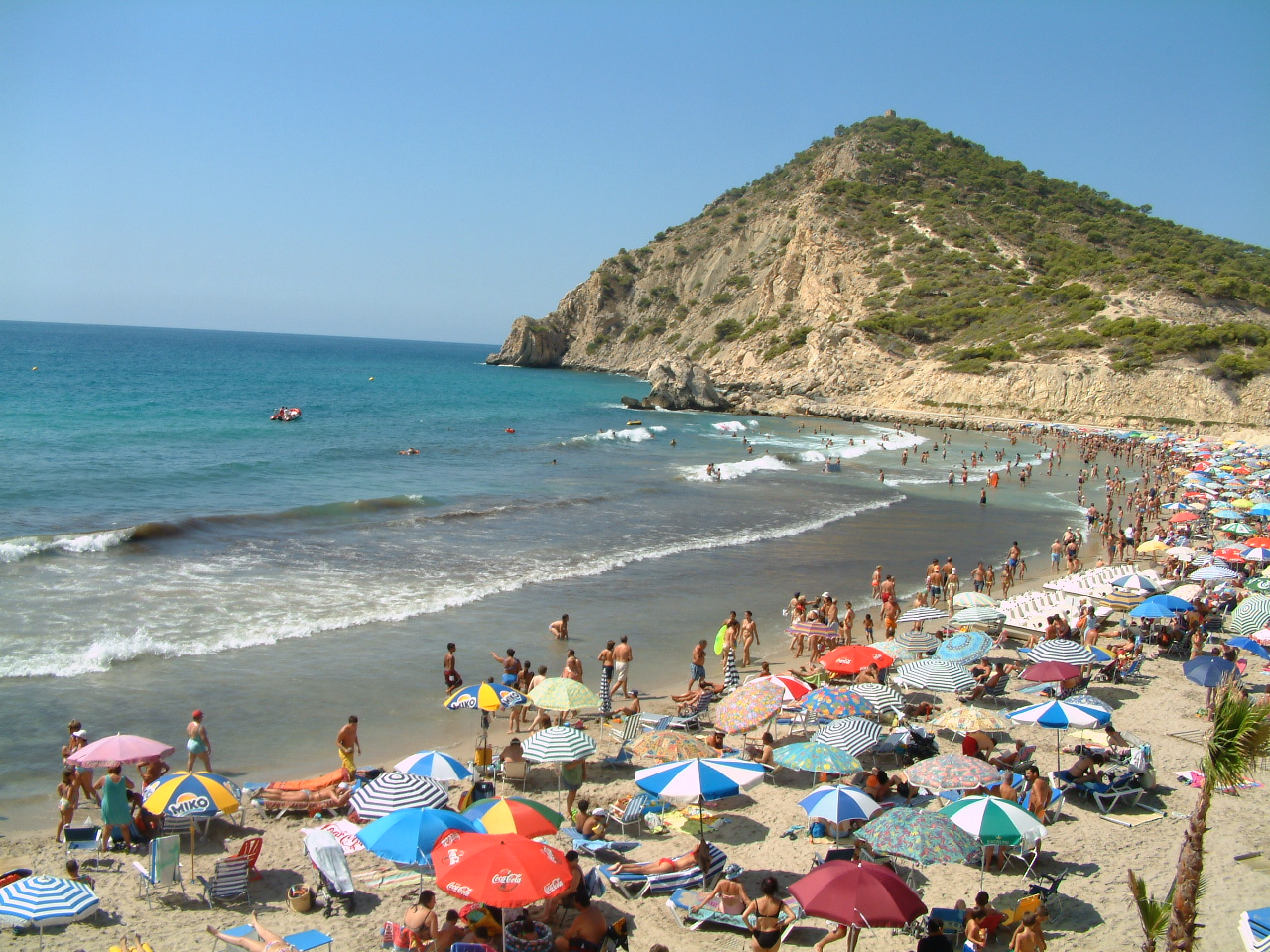
La cala de Finestrat

La cala de Finestrat o cala de Morales és l'única platja del terme de Finestrat (la Marina Baixa). És d'arena. Limita al sud-oest amb la Vila Joiosa i al nord-oest amb Benidorm.
Es troba a cinc quilòmetres del nucli històric de Finestrat. Mesura 300 metres de longitud i té una amplada mitjana de 75 metres. Gaudeix de la bandera blava.
En el tossal proper es troba la torre d'Aguiló, del segle xvi.